# ルドルフといくねこくるねこ
『ルドルフといくねこくるねこ 〜ルドルフとイッパイアッテナIII〜』は、斉藤洋作の児童文学作品。絵は杉浦範茂。『ルドルフともだちひとりだち』に続く『ルドルフとイッパイアッテナ』シリーズの第3作。2002年に講談社児童文学創作シリーズから刊行。
NHK教育テレビ（Eテレ）の『てれび絵本』でアニメ化もされた。

## あらすじ
ある日ルドルフとイッパイアッテナのもとに、江戸川の向こうの市川からドラゴン兄弟のジャックとテリーがやって来た。ドラゴン兄弟はかつてイッパイアッテナにケンカで負けた猫たちだった。話を聞くと「あしの長いブルドッグ」のような犬にやられたドラゴン兄弟のブラッドと、ドラゴン兄弟の飼主の飼い犬モンタのかたきうちをルドルフに手伝って欲しいという。ドラゴン兄弟はルドルフがたった2匹でブルドッグ（デビル）をやっつけたという噂を聞いたのだった。
結局市川へはイッパイアッテナが行くことになり、ルドルフと“ねこ質”のテリーは東京に残される。イッパイアッテナとジャックが市川へ発った後、ルドルフとテリーはハトをとりたいというブッチーに誘われ、浅草へ行くことになる。そしてルドルフは浅草で思いがけない人の声を聞き…。

## キャラクター
ルドルフ
本作の主人公。テリーからは「ルドブン」と呼ばれる（「ルドルフ親分」の略）。ブッチー、テリーと浅草に行き、意外な人物を目撃する。
イッパイアッテナ
本名はタイガー、ルドルフの兄貴分。ジャックから「古今東西並ぶものなきタイガーの大親分様」と呼ばれる。「足の長いブルドッグ」を倒しに市川へ向かう。
ブッチー
ルドルフの友達の飼い猫。ガールフレンドができた模様。しかし金物屋が閉店し、茨城へ引っ越してしまったのを機に金物屋と別れ、東京に残った。
ミーシャ
ブッチーのガールフレンドであるアメリカンショートヘア。獣医の飼い猫。「足の長いブルドッグ」に襲われかけたところをルドルフに救われた。
本作初登場のキャラクターではあるが、劇場アニメ版『ルドルフとイッパイアッテナ』にも登場している。
デビル
ルドルフたちと喧嘩を通して仲良くなったブルドッグ。最後に「足の長いブルドッグ」と対決する。
ジャック
ドラゴン兄弟の二男。ブラッドとモンタのかたき討ちに向かう。
テリー
ドラゴン兄弟の三男。「ねこ質」として東京に残る。ルドルフ、ブッチーと共に浅草に行く。
「足の長いブルドッグ」
次々と血統書付きの犬と猫に襲い掛かる謎の犬。市川でモンタとブラッドを襲った。その後東京に現れ、ミーシャを襲おうとするがルドルフに妨害される。その後ルドルフとブッチーに挑発され、デビルと対決して敗北した。終盤で血統書付きの犬や猫を襲っていた理由が明らかになる。
ブラッド
ドラゴン兄弟の長男。モンタの悲鳴を聞いて「足の長いブルドッグ」に襲い掛かるが、返り討ちにされて重傷を負う。
モンタ
ドラゴン兄弟とともに買われている、血統書付きのダックスフント。ドラゴン兄弟と仲が良い。「足の長いブルドッグ」に襲われ、重傷を負う。
おばあさん
タイガーの飼い主である日野さんの家のお手伝いのおばあさん。後に「足の長いブルドッグ」を引き取る。

## 書籍
- ルドルフといくねこくるねこ 〜ルドルフとイッパイアッテナIII〜（2002年、講談社）ISBN 4-06-133521-9

## シリーズ作品
- ルドルフとイッパイアッテナ
- ルドルフともだちひとりだち
- ルドルフとスノーホワイト